# MTV Idol
MTV Idol war ein französischer Fernsehsender, der zum US-Medienkonzern Viacom gehörte. Er ging am 30. November 2005 auf Sendung. Spezialisiert war MTV Idol auf Musik und Reality-Shows sowie auf Nachrichten über Künstler, welche beim frankophonen Publikum jener MTV-Ära angesagt waren. Am 17. November 2015 stellte MTV Idol seinen Betrieb wieder ein.
Der Retro-Kanal zeigte Wiederholungen sehr beliebter Kultsendungen wie MTV Unplugged und beliebter Serien, darunter Beavis und Butt-Head. Mit angeschlossenen Sendern wie MTV, MTV Base und MTV Pulse hatte MTV Idol ein Paketangebot gebildet. Ab Oktober 2009 war der Sender auch im PlayStation-Portable-Format verfügbar.
MTV Idol wurde in Frankreich am 17. November 2015 zusammen mit MTV Base und MTV Pulse eingestellt und durch die französische Version von MTV Hits und den neuen Dienst My MTV ersetzt.